# Bubú de Fülleborn
El bubú de Fülleborn (Laniarius fuelleborni) és un ocell de la família dels malaconòtids (Malaconotidae).

## Hàbitat i distribució
Viu entre la malesa del bosc, localment a les muntanyes de l'extrem est de Zàmbia, nord de Malawi i sud-oest, sud i nord-est de Tanzània.